# Phyxioschema spelaeum
Phyxioschema spelaeum is een spinnensoort in de taxonomische indeling van de Dipluridae.
Het dier behoort tot het geslacht Phyxioschema. De wetenschappelijke naam van de soort werd voor het eerst geldig gepubliceerd in 2009 door Schwendinger.